# Weymouth Pavilion
El Weymouth Pavilion (antiguamente llamado Ritz) es un teatro que abrió en el año 1908. Su edificio se destruyó en un incendio en 1954 y uno nuevo fue construido en 1960. Pertenece al Consejo del Borough de Weymouth y Pórtland (Dorset, Inglaterra), el que además se encarga de administrarlo. El teatro se encuentra sobre una península entre el puerto de Weymouth por un lado, y la playa de Weymouth y the Esplanade por otro.
En 2006, se anunció que el complejo del Pavilion y sus alrededores serían completamente reconstruidos entre 2007 y 2011, a tiempo para los Juegos Olímpicos de Londres 2012. El nuevo predio de 4 hectáreas incluirá el teatro renovado, un centro de visitantes de la Costa Jurásica, una estación de transbordadores, un hotel 4 estrellas de entre 120 y 150 camas, un estacionamiento cubierto, una galería comercial, oficinas, departamentos de lujo y otros más económicos, casas, plazas públicas, ramblas y un puerto deportivo.